# Підводні човни проєкту 667БДРМ «Дельфін»
| Підводні човни проєкту 667БДРМ «Дельфін» | Підводні човни проєкту 667БДРМ «Дельфін» | Підводні човни проєкту 667БДРМ «Дельфін» |
| ---------------------------------------- | --- | --- |
|                                          | | |
|                                          | | |
|                                          | | |
| Проєкт                                   | | |
| Тип ПЧ                                   | Підводний човен атомний з балістичними ракетами | Підводний човен атомний з балістичними ракетами |
| Розробник проєкту                        | ЦКБ МТ «Рубін» | ЦКБ МТ «Рубін» |
| Головний конструктор                     | С. М. Ковальов | С. М. Ковальов |
| Класифікація НАТО                        | «Delta IV» | «Delta IV» |
| Основні характеристики                   | | |
| Швидкість (надводна)                     | 14 вузлів (27 км/год) | 14 вузлів (27 км/год) |
| Швидкість (підводна)                     | 24 вузли (47 км/год) | 24 вузли (47 км/год) |
| Робоча глибина занурення                 | 330 м | 330 м |
| Гранична глибина занурення               | 400 м | 400 м |
| Автономність плавання                    | 80 діб | 80 діб |
| Екіпаж                                   | 135 осіб | 135 осіб |
| Розміри                                  | | |
| Довжина найбільша (по КВЛ)               | 167 м | 167 м |
| Ширина корпусу найб.                     | 11,7 м | 11,7 м |
| Середня осадка (по КВЛ)                  | 8,8 м | 8,8 м |
| Водотоннажність надводна                 | 11740 т | 11740 т |
| Озброєння                                | | |
| Торпедно- мінне озброєння                | 4 носові ТА калібру 533-мм (12 торпед СЕТ-65 і ТЕСТ-71М) | 4 носові ТА калібру 533-мм (12 торпед СЕТ-65 і ТЕСТ-71М) |
| Ракетне озброєння                        | 16 шахтних ПУ РБ (комплекс Д-9РМ, ракети Р-29РМ або Р-29РМУ2 «Синева» (договорне позначення РСМ-54, натовське SS-N-23 «Skiff»), ракетно-пусковий комплекс «Водопад» | 16 шахтних ПУ РБ (комплекс Д-9РМ, ракети Р-29РМ або Р-29РМУ2 «Синева» (договорне позначення РСМ-54, натовське SS-N-23 «Skiff»), ракетно-пусковий комплекс «Водопад» |
| ППО                                      | ЗУР «Ігла-1» (8 шт.) | ЗУР «Ігла-1» (8 шт.) |

Підводні човни проєкту 667БДРМ «Дельфін» («Delta IV» за натівською класифікацією) — радянські ПЧАРБ (підводні човни атомні з ракетами балістичними), серія атомних ракетних підводних крейсерів стратегічного призначення, мобільні пускових комплексів підводного базування для запуску міжконтинентальних балістичних ракет з ядерною головною частиною.

## Історія
Ракетно-пусковий крейсер стратегічного призначення проєкту 667 БДРМ був продовженням вдосконалення 667 серії ПЧАРБ, розроблених ЦКБ МТ «Рубін» (головний конструктор — С. М. Ковалів), згідно з рішенням уряду від 10 вересня 1975 року. Будувалися в Сєверодвінську з 1985 по 1990 роки. Даний проєкт вирізнявся більш досконалою системою управління озброєнням, акустичним захистом і сучасними засобами РЕО (радіо електронного оснащення). Особлива увага приділялася зниженню шумів човна.
Головний ракетоносій проєкту К-51 «Верхотур'є» був закладений в лютому 1981 року, спущений на воду в січні 1984 року, а в грудні 1984 був переданий флоту. Всього було побудовано 7 субмарин цього проєкту, 6 із них перебуває у складі ВМФ РФ і одна перебуває на переобладнанні. Усі субмарини цього проєкту перебувають на Північному флоті, базуються в бухті Ягельна, порт прописки Гаджієво.

## Конструкція
Проєкт має типову для цієї серії конструкцію; два гвинти, ракетні шахти за рубкою, горизонтальні рулі на рубці, торпедні апарати в носовій частині.

## Корпус
У порівнянні з проєктом 667 БДР він має більшу висоту «горба», видовження кормового і носового закінчення, більший діаметр міцного і легкого корпусів, Міцний корпус і міжвідсічні переборки були виготовлені зі сталі з більшою межею текучості. Поверхня човна покрита акустично-маскуючим матеріалом (гумою).

## Енергетичне обладнання
Двовальна ядерна установка (два водо-водяні реактори потужністю 90 МВт, дві паротурбіни потужністю 20 000 к.с.), два турбогенератори потужністю 3000 кВт, два дизель-генератори потужністю 3000 кВт, два допоміжні двигуни для носового і кормового кермування потужністю 460 кВт. Були встановлені гвинти з покращеними гідроакустичними характеристиками, також набіжний потік води вирівнюється встановленим спеціальним пристроєм.

## Радіоелектронне і гідроакустичне обладнання
РЛС ОНЦ, пасивна низькочастотна ГАС, буксирувана ГАС «Піраміда», гідролокатор, комплекси радіо електронного пошуку і розвідки, оптико-електронний комплекс, радіо-супутникова й інерційна навігаційні системи, системи супутникової і ДХ/СДХ зв'язку (дві буксирувані антени).

На човнах проєкту 667БДРМ встановлена навігаційна система «Тобол-М» і система зв'язку «Молнія ЛМ1» або МС2, астрокоректор «Волна», низькочастотний ГАК МГК-520 «Скат», перископ МТ-70-8. Радар МРК—50 «Каскад», МРП-21А «Залів-Р» (NATO: Brick Pulp)

## Озброєння
Основне: 16 шахтні ПУ РБ (комплекс Д-9РМ, ракети Р-29РМ або Р-29РМУ2 «Синева», (договірне позначення РСМ-54, натовське SS-N-23 «Skiff»). Ці ракети стали останніми рідинними МБР на флоті СРСР і РФ. Пуск ракет може здійснюватися з глибин до 55 м, при швидкості 6-7 вузлів (11-13 км/год). Усі ракети можуть запускатися випалом, тобто з проміжком в часі у 14 сек між запуском ракет. Такий запуск усіх ракет був вперше випробуваний на ракетоносії К-407 «Новомосковськ» у 1991 році.
У жовтні 2011 року успішно завершилося випробовування модифікації ракети Р-29РМУ2.1 «Лайнер». Де була вдосконалена система подолання протиракетної оборони й забезпечена здатність нести 12 ядерних блоків малого класу.
Допоміжне: ракетно-пусковий комплекс «Водопад», 4 носових ТА калібру 533 мм (18 торпед СЕТ-65 і ТЕСТ-71М);
Ракетоносій призначений для завдання ракетних ударів по великих військово-промислових об'єктах ворога. Носій — триступенева рідиннопаливна балістична ракета РСМ-54 (дальність 8300 км, 4-10 боєголовок) з підвищеною точністю наведення. Для ближнього бою (до 20 км) використовуються самонаведені електричні та телекеровані електричні торпеди (з самонаведенням). Для бою до 120 км є ракетно-пусковий комплекс «Водопад», здатний нести ядерний заряд потужністю 100 кілотонн, або торпеду.

## Ремонти і модернізації
БС-64 перебуває на переобладнанні, інші човни проходять або пройшли середній ремонт і модернізацію на заводі «Зірочка» в Сєвєродвінську.

## Інциденти
6 серпня 1989 року підводний човен К-84 «Єкатеринбург» проєкту 667БДРМ «Дельфин» під час операції «Бегемот-1» здійснив першу спробу пуску повним залпом з 16 ракет. Однак, через вибух ракети в пусковій установці спроба виявилась невдала. Вибухова хвиля пошкодила трубопроводи та спричинила витік гідравлічної рідини, через яку сталось коротке замикання в електричних ланцюгах. З рештою, човен вдалось підняти на поверхню, де була зроблена друга, також невдала, спроба ракетних пусків.
Друга спроба, уже вдала операція «Бегемот-2» відбулась на човні К-407 «Новомосковськ» 6 серпня 1991 року. У Баренцевому морі, з глибини 50 метрів, з інтервалом близько 10 секунд, було випущено всі 16 ракет в бік полігону Кура на Камчатці. Лише дві ракети мали інертні бойові частини, решта 14 самознищились після досягнення максимальної висоти.
29 грудня 2011 року на борту К-84 «Єкатеринбург» відбулася велика пожежа.

## Сучасний статус і перспективи
Всього було побудовано 7 субмарин цього проєкту, 6 із них перебувають у складі ВМФ РФ і одна перебуває на переобладнанні. Ще дві перебувають на ремонті і модернізації. Служба тих ПЧ продовжиться принаймні до 2025—2030 року.

## Оцінка проєкту
Сьогодні ці човни є основою ракетоносного підводного флоту РФ, бо човни проєкту 667БДР «Кальмар» знімаються з озброєння, ракетоносії проєкту 955 «Борей» ще не увійшли в склад флоту, а три човни проєкту 941 «Акула», що ще залишилися, перебувають в небоєздатному стані через відсутність балістичних ракет для встановленого на них пускового комплексу.

## Представники
| Назва                 | заводський № | дата закладки | спуск на воду | передача флоту | прийняття  | стан                           |
| --------------------- | ------------ | ------------- | ------------- | -------------- | ---------- | ------------------------------ |
| К-51 «Верхотур'є»     | 379          | 23.02.1981    | 07.03.1984    | 29.12.1984     | 25.12.1999 | модернізується                 |
| К-84 «Єкатеринбург»   | 380          | 17.02.1982    | 17.03.1985    | 30.12.1985     |            | на відновленні з 2011 по 2014. |
| К-64 «Підмосков'я»    | 381          | 18.12.1982    | 02.02.1986    | 23.12.1986     |            | перебуває на переобладнанні    |
| К-114 «Тула»          | 382          | 22.02.1984    | 22.01.1987    | 30.10.1987     | 12.01.2006 |                                |
| К-117 «Брянськ»       | 383          | 20.03.1985    | 08.02.1988    | 30.09.1988     | 11.02.2008 |                                |
| К-18 «Карелія»        | 384          | 07.02.1986    | 02.02.1989    | 10.10.1989     | 22.02.2010 |                                |
| К-407 «Новомосковськ» | 385          | 02.02.1987    | 28.02.1990    | 27.10.1990     | 27.07.2012 |                                |